# Тартуський Собор
Тартуський собор (ест. Tartu toomkirik), раніше також відомий як Дерптський собор (нім. Dorpater Domkirche), колишня католицька церква в Тарту (Дерпт), Естонія. Зараз будівля є значними руїнами, що виходять на нижнє місто. У невеликій його частині, яка була відремонтована, тепер розташований музей Тартуського університету, який університет також використовує для великих прийомів.

## Історія
Пагорб, на якому пізніше стояв собор (Toomemägi або «соборний пагорб») на річці Емайигі, був одним із найбільших опорних місць язичників -естонців, і стратегічний характер цього місця робить ймовірним те, що воно було з найдавніших часів, разів. Він був зруйнований у 1224 році християнськими загарбниками Лівонії. Відразу після завоювання християни почали будівництво єпископської фортеці Castrum Tarbatae на цьому стратегічному місці. (Частини старих стін попередніх споруд були виявлені археологічними розкопками).
Будівництво готичного собору на північній стороні соборного пагорба було розпочато, ймовірно, у другій половині XIII століття. Навколо нього був цвинтар і будинки для членів кафедрального капітулу. Собор був присвячений святим Петру і Павлу, які також були покровителями міста. Це була резиденція Дерптського єпископства та одна з найбільших релігійних споруд Східної Європи.
Спочатку церква була запланована як базиліка, але пізніша добудова трибанного храму надала їй характер зальної церкви. Корпус (у ранній формі) і неф уже використовувалися до 1299 року. Приблизно в 1470 р. високий храм з його колонами та арками був завершений у стилі цегляної готики. Собор було завершено наприкінці 15-го століття будівництвом двох масивних фортечних веж, спочатку 66 метрів у висоту, по обидва боки західного фасаду. Територію собору та укріплену резиденцію єпископа від нижнього міста відокремлював мур.

## Занепад собору
У середині 1520-х років Реформація досягла Тарту.10 січня 1525 року собор був сильно пошкоджений протестантськими іконоборцями, після чого він дедалі більше занепадав. Після депортації до Росії останнього римо-католицького єпископа Дерпту Германа Везеля (єпископ з 1554 по 1558 рр.; помер у 1563 р.) кафедральний костел був покинутий. Під час Лівонської війни (1558—1583) російські війська спустошили місто. Коли в 1582 році місто впало до поляків, нові римо-католицькі правителі планували відновити собор, але плани були залишені через польсько-шведську війну (1600—1611). Пожежа 1624 року посилила збитки.
У 1629 році Тарту став шведським, і нові правителі не проявили особливого інтересу до занедбаної будівлі, яка за їхній час ще більше занепала та занедбана, за винятком того, що поховання городян продовжувалися на кладовищі навіть у XVIII столітті, тоді як основний корпус частини церкви слугувала комора. У 1760-х роках дві вежі зменшили з 66 метрів до 22 метрів, рівня даху нави, і зробили майданчик для гармати. Головний портал у цей час був замурований.

## Університет

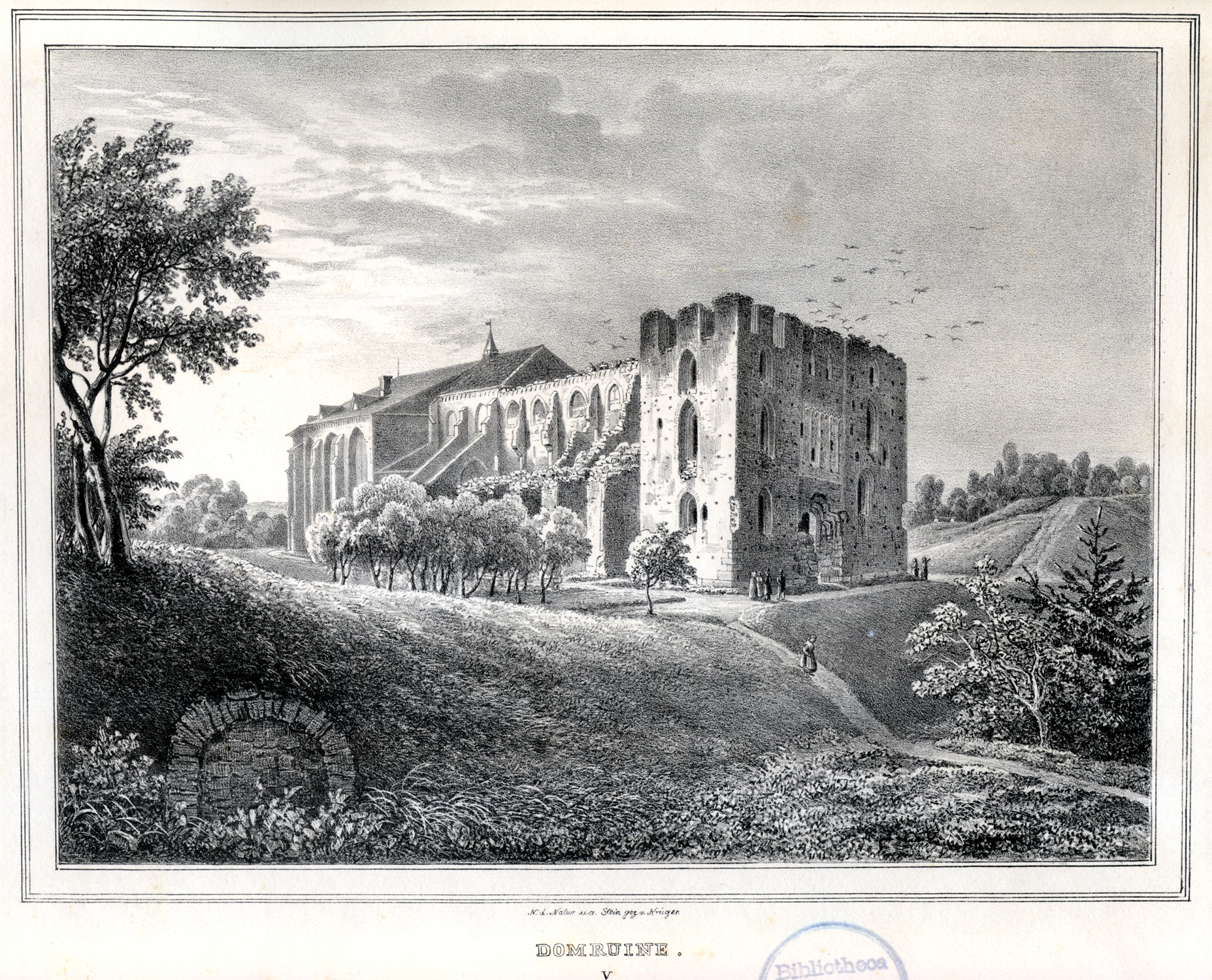
Зображення руїн собору 1837 року.

З перезаснуванням німецькомовного університету Дерпт (нім. Kaiserliche Universität zu Dorpat </link> ; тепер Тартуський університет) російським царем Олександром I у 1802 році балтійському німецькому архітектору Йоганну Вільгельму Краузе було доручено побудувати серед руїн собору університетську бібліотеку, триповерхову будівлю, зведену між 1804 і 1807 роками. Краузе також планував обсерваторію в одній зі старих веж, але цього не сталося, і обсерваторію побудували нову. Наприкінці 19 століття північну вежу переобладнали під водонапірну вежу.
У 1960-х роках будівлю бібліотеки розширили та встановили центральне опалення. Коли в 1981 році її замінили новою будівлею університетської бібліотеки, стара бібліотека стала домом для історичного музею Тартуського університету (ест. Tartu Ülikooli ajaloomuuseum). Ретельна реконструкція будівлі відбулася в 1985 році, коли в основному було відновлено інтер'єр XIX століття. Сьогодні музей містить експозиції важливих артефактів історії університету, наукових приладів та рідкісних книг. Решта руїн собору та зовнішні стіни храму були структурно закріплені та зміцнені.

## Тоомемягі
Територія навколо собору — соборний пагорб або Тоомемягі — була озеленена як парк у 19 столітті. Крім кафе, в парку тепер є численні пам'ятники людям, пов'язаним з науковими та літературними традиціями Тарту. Серед них: Карл Ернст фон Бер (1792—1876), найбільший вчений-природознавець Тарту; Крістіан Яак Петерсон (1801—1822), перший естонський поет; Микола Іванович Пирогов (1810—1881), відомий хірург; і Фрідріх Роберт Фельман (1798—1850), засновник естонського національного епосу «Калевіпоег».Шлях до нижнього міста перетинається Інглісільдським або Ангельським мостом, назва якого, ймовірно, є спотворенням оригінального «Englische Brücke» або «Англійського мосту», побудованого між 1814 і 1816 роками. Портретний рельєф посередині вшановує пам'ять про першого ректора відновленого університету в 1802 році Георга Фрідріха Паррота (1767—1852) і містить напис Otium reficit vires («Дозвілля оновлює сили»). Також на Тоомемягі розташовані резиденція Верховного суду Естонії, Дерпатська обсерваторія (tähetorn), побудована в 1811 році, університетські аудиторії та старий університетський анатомічний театр.